# キクラデス諸島
キクラデス諸島（キクラデスしょとう、ギリシア語: Κυκλάδες / Kyklades ; 英語: Cyclades）は、エーゲ海中部に点在するギリシア領の島々。「キクラデス」の名は、神聖な島とされるデロス島を「囲んでいる」（κυκλάς）ことから来ている（英語の「Cycle」と同根）。

## 地理

### 位置・広がり
キクラデス諸島はギリシャ本土の南東に位置し、220以上の島からなる。面積最大の島はナクソス島で、アンドロス島がこれに次ぐ。最大の都市（旧キクラデス県の県庁所在地）はシロス島のエルムポリ（人口1万3000人）である。小さな島の多くは無人島である。キクラデス諸島の南側、クレタ島との間の海はクレタ海と呼ばれる。

### 主要な島
主要な島としては以下がある。
- アモルゴス島
- アナフィ島（英語版）
- アンドロス島
- アンティパロス島（アンディパロス島）
- イオス島
- デロス島
- ケア島
- キモロス島
- キトノス島
- ミロス島
- ミコノス島
- ナクソス島
- パロス島
- セリフォス島
- フォレガンドロス島
- シフノス島
- シキノス島
- シロス島
- ティノス島
- ティーラ島（サントリーニ島）

### 地勢

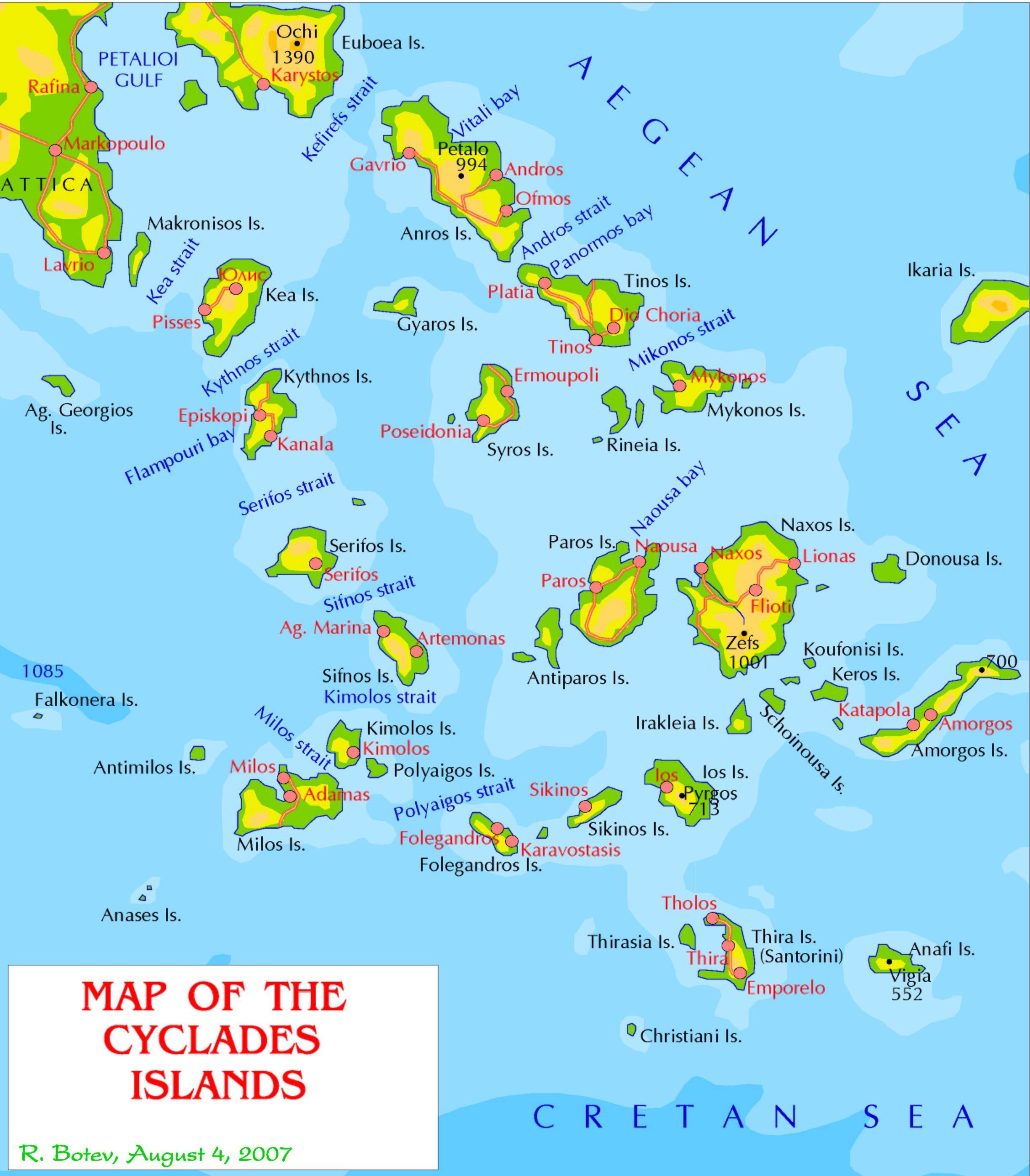
キクラデス諸島

火山島であるミロス島とティーラ島（サントリーニ島）とを除いては、これらの島々は海中にある山地地形の頂上部にあたる。
気候は一般的に乾燥していて温暖である。しかし、ナクソス島を除けば土壌はやせている。農産物としては、ワイン、果物、小麦、オリーブ油、タバコなどがある。標高の高い地域では冷涼であるが、大部分では冬の気候の影響を受けない。

### 主要な都市
キクラデス諸島にある人口4000人以上の都市は以下の通り（2001年国勢調査時点）。
- エルムポリ（Ερμούπολη : シロス＝エルムポリ市） - 11,799人
- ナクソス（Νάξος : ナクソス・小キクラデス市） - 6,533人
- ミコノス（Μύκονος : ミコノス市） - 6,467人
- パロス（Πάρος : パロス市） - 4,522人
- ティノス（Τήνος : ティノス市） - 4,394人

- エルムポリ（シロス島）
- ティーラ島（サントリーニ島）
- アモルゴス島、クルケロスの丘からの眺め

## 歴史

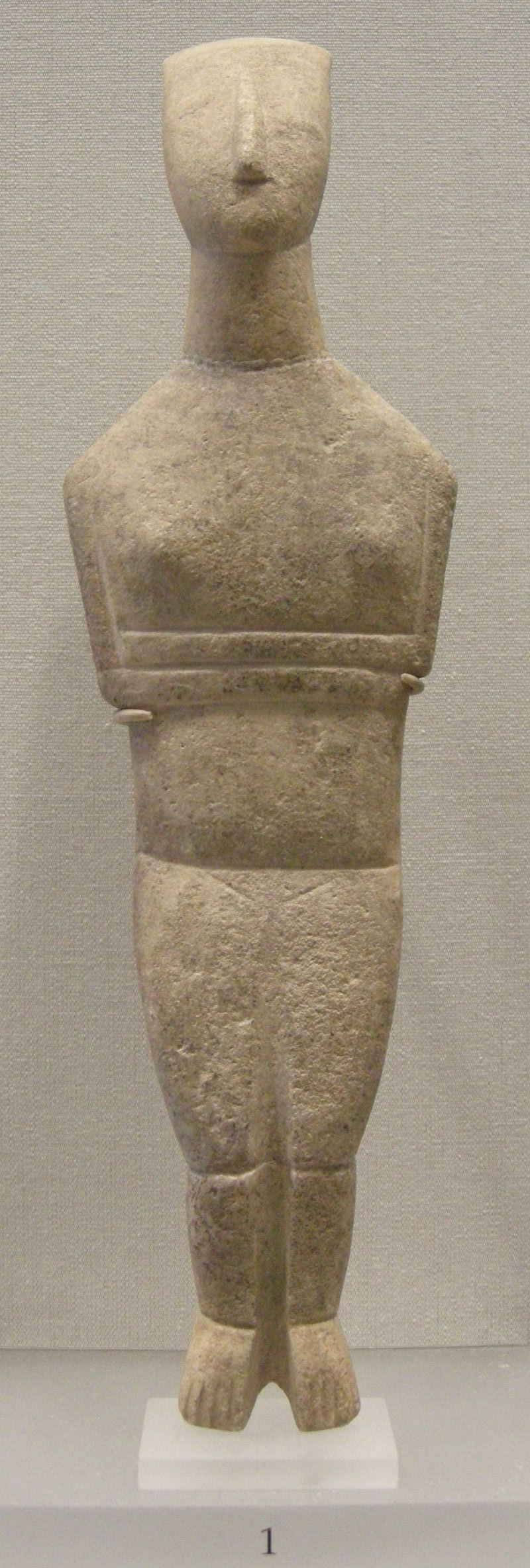
キクラデス文化の像

### キクラデス文化
キクラデス諸島では、新石器時代後期から青銅器時代初期にかけて、キクラデス文化が栄えた。諸島で産する純白の大理石から作られた平らで様式化された偶像が特徴的なこの文化は、南方のクレタ島に栄えた青銅器時代中期のミノア文明に先立つものである。
エーゲ海西部には、紀元前4000年より前に、アナトリアとギリシャ本土の影響が混合した独特の新石器文化が生まれた。この文化はエンマーコムギや野生種の大麦、羊や山羊や豚、そしてマグロ（小さなボートからの突き刺し漁が行われたことは明らかである）に支えられていた。ケア島にあるサリアゴス（Saliagos）やケファラ（Kephala）の採掘遺跡からは、銅細工が行われた形跡も得られている。
キクラデスの小さな島々はそれぞれ、数千人以上の人口を支えることはできなかった。キクラデス文化後期のボートのモデルからは、散在したコミュニティから50人の漕ぎ手を集めることができたと考えられる。しかし、より高度で組織化されたミノア文明が登場すると、これらの島々は取るに足りないものとなっていった。ただデロス島のみはアルカイック期の性質を保ち続け、古代を通してキリスト教の登場まで聖地として仰がれた。

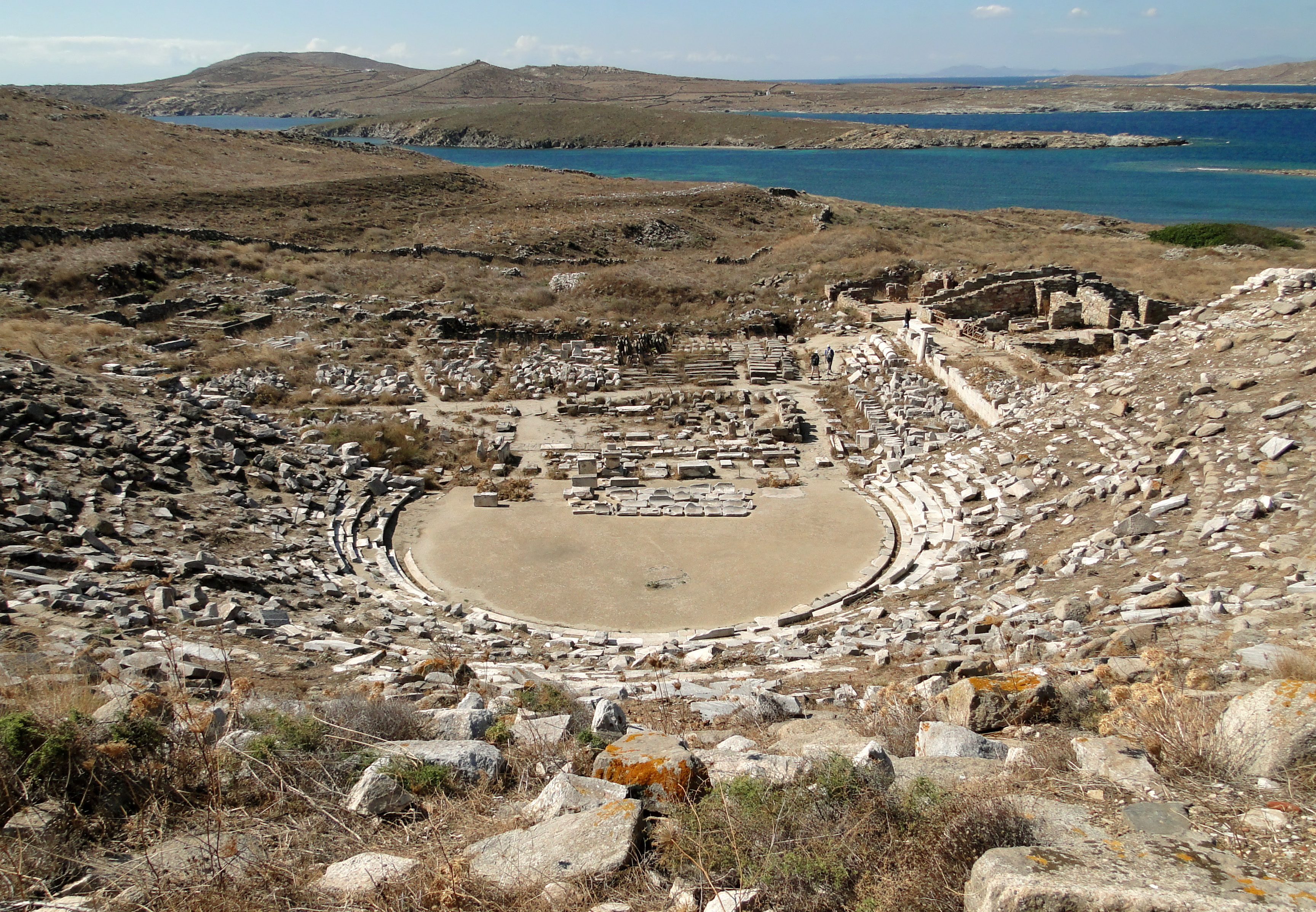
デロス島の円形劇場

### 近現代
キクラデス諸島は、1830年に独立が認められたギリシャの最初の領土に含まれた。
キクラデス文化の発掘は1880年代にはじめておこなわれ、アテネ・ブリティッシュ・スクールやクリストス・ツンダスによって引き継がれた。1898年から1899年にかけていくつかの島々で墓地を調査したツンダスは、「キクラデス文明」（Cycladic civilization）を提唱した。20世紀には、かえってモダンに見える（コンスタンティン・ブランクーシやジャン・アルプの彫刻にも似た）彫像への注目が高まった。しかし一方で、骨董美術市場の需要を満たすために遺跡の盗掘・破壊や偽造品の横行がもたらされ、この彫像群の学術的な検討を困難なものとしている。
20世紀終盤以降、キクラデス諸島は他のヨーロッパ諸国をはじめとする旅行客に人気のある観光地となった。その結果として、浸食や汚濁、水不足などの問題が浮上している。

## 行政区画

### 県（ペリフェリアキ・エノティタ）
キクラデス諸島は行政上は南エーゲ地方に属しており、以下の9つの行政区（ペリフェリアキ・エノティタ）に分けられている。
- アンドロス県
- ティノス県
- ミコノス県
- シロス県
- ケア＝キトノス県
- ミロス県
- パロス県
- ナクソス県
- ティーラ県

### 基礎自治体（ディモス）

キクラデス諸島の自治体

キクラデス諸島には以下の19の基礎自治体（ディモス）がある。
|    | 自治体名               | 綴り                      | 政庁所在地       | 所属県           |
| -- | ---------------------- | ------------------------- | ---------------- | ---------------- |
| 1  | シロス＝エルムポリ     | Σύρος - Ερμούπολη         | エルムポリ       | シロス県         |
| 2  | アモルゴス             | Αμοργός                   | アモルゴス       | ナクソス県       |
| 3  | アナフィ               | Ανάφη                     | アナフィ         | ティーラ県       |
| 4  | アンドロス             | Άνδρος                    | アンドロス (en)  | アンドロス県     |
| 5  | アンディパロス         | Αντίπαρος                 | アンディパロス   | パロス県         |
| 6  | ティーラ               | Θήρα                      | フィーラ (en)    | ティーラ県       |
| 7  | イオス                 | Ίος                       | イオス           | ティーラ県       |
| 8  | ケア                   | Κέα                       | イウリダ (en)    | ケア＝キトノス県 |
| 9  | キモロス               | Κίμωλος                   | キモロス         | ミロス県         |
| 10 | キトノス               | Κύθνος                    | キトノス         | ケア＝キトノス県 |
| 11 | ミロス                 | Μήλος                     | ミロス           | ミロス県         |
| 12 | ミコノス               | Μύκονος                   | ミコノス         | ミコノス県       |
| 13 | ナクソス・小キクラデス | Νάξος και Μικρές Κυκλάδες | ナクソス (en)    | ナクソス県       |
| 14 | パロス                 | Πάτμος                    | パロス (en)      | パロス県         |
| 15 | セリフォス             | Σέριφος                   | セリフォス       | ミロス県         |
| 16 | シキノス               | Σίκινος                   | シキノス         | ティーラ県       |
| 17 | シフノス               | Σίφνος                    | シフノス         | ミロス県         |
| 18 | ティノス               | Τήνος                     | ティノス (en)    | ティノス県       |
| 19 | フォレガンドロス       | Φολέγανδρος               | フォレガンドロス | ティーラ県       |

### 旧自治体（ディモティキ・エノティタ）

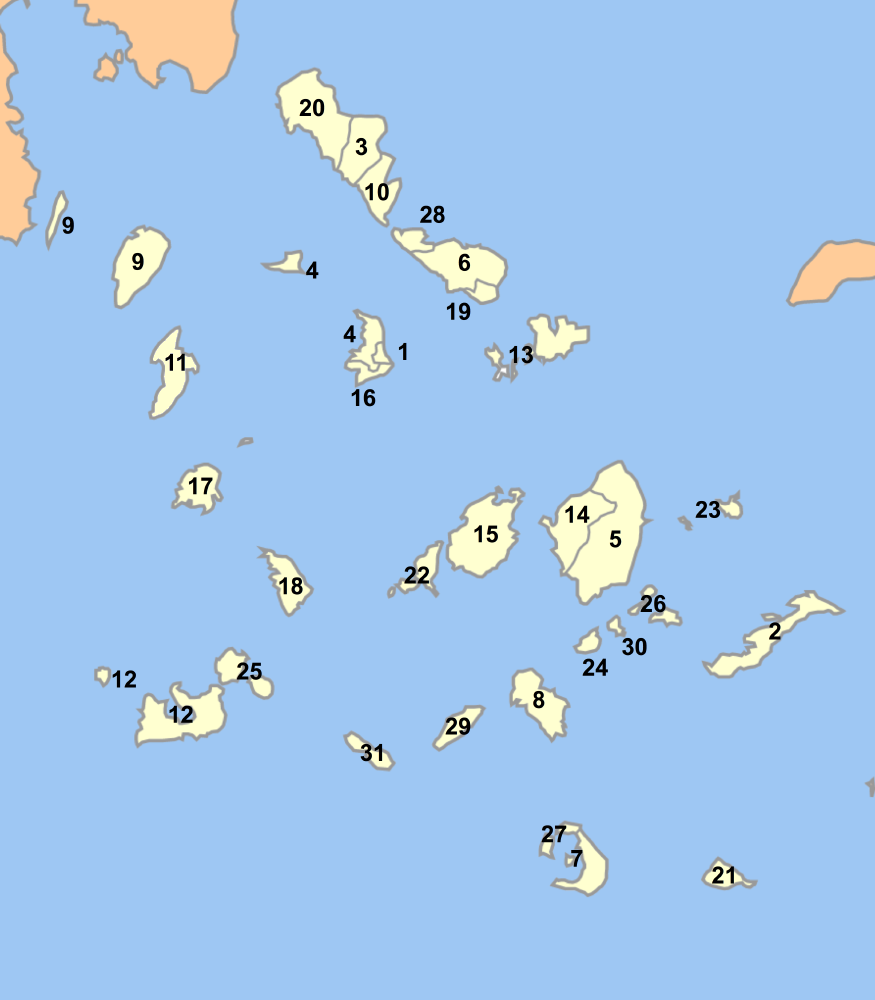
キクラデス県の旧自治体（2010年まで）

2010年に行われた行政区画統廃合（カリクラティス改革）以前は、広域自治体（ノモス）としてのキクラデス県（Νομός Κυκλάδων）が置かれていた。カリクラティス改革によりキクラデス県は廃止され、9つの県（ペリフェリアキ・エノティタ）に分割された。
下表の番号は右図と対応している。「旧自治体名」欄で※印を付したものはキノティタ、それ以外はディモス。「政庁所在地」欄で太字になっているものは、新自治体の政庁所在地となったものを示す。
|    | 旧自治体           | 綴り        | 政庁所在地           | 新自治体               |
| -- | ------------------ | ----------- | -------------------- | ---------------------- |
| 1  | エルムポリ         | Ερμούπολη   | エルムポリ           | シロス＝エルムポリ     |
| 2  | アモルゴス         | Αμοργός     | アモルゴス           | アモルゴス             |
| 3  | アンドロス         | Άνδρος      | アンドロス           | アンドロス             |
| 4  | アノ・シロス       | Άνω Σύρος   | アノ・シロス (en)    | シロス＝エルムポリ     |
| 5  | ドリマリア         | Δρυμαλία    | ハルキオ             | ナクソス・小キクラデス |
| 6  | エクソンヴルゴ     | Εξώμβουργο  | クシナラ             | ティノス               |
| 7  | ティーラ           | Θήρα        | フィーラ             | ティーラ               |
| 8  | イオス (en)        | Ίος         | イオス               | イオス                 |
| 9  | ケア               | Κέα         | イウリダ             | ケア                   |
| 10 | コルティオ         | Κόρθιο      | オルモス・コルティウ | アンドロス             |
| 11 | キトノス           | Κύθνος      | キトノス             | キトノス               |
| 12 | ミロス (en)        | Μήλος       | ミロス               | ミロス                 |
| 13 | ミコノス           | Μύκονος     | ミコノス             | ミコノス               |
| 14 | ナクソス (en)      | Νάξος       | ナクソス             | ナクソス・小キクラデス |
| 15 | パロス (en)        | Πάρος       | パロス               | パロス                 |
| 16 | ポシドニア         | Ποσειδωνία  | ポシドニア           | シロス＝エルムポリ     |
| 17 | セリフォス         | Σέριφος     | セリフォス           | セリフォス             |
| 18 | シフノス           | Σίφνος      | シフノス             | シフノス               |
| 19 | ティノス           | Τήνος       | ティノス             | ティノス               |
| 20 | イドルサ           | Υδρούσα     | ガヴリオ (en)        | アンドロス             |
| 21 | アナフィ ※         | Ανάφη       | アナフィ             | アナフィ               |
| 22 | アンディパロス ※   | Αντίπαρος   | アンディパロス       | アンディパロス         |
| 23 | ドヌサ ※           | Δονούσα     | ドヌサ               | ナクソス・小キクラデス |
| 24 | イラクリア ※       | Ηρακλειά    | イラクリア           | ナクソス・小キクラデス |
| 25 | キモロス ※         | Κίμωλος     | キモロス             | キモロス               |
| 26 | クフォニシア ※     | Κουφονήσια  | クフォニシア         | ナクソス・小キクラデス |
| 27 | イア ※             | Οία         | イア (el)            | ティーラ               |
| 28 | パノルモス ※       | Πάνορμος    | パノルモス           | ティノス               |
| 29 | シキノス ※         | Σίκινος     | シキノス             | シキノス               |
| 30 | スキヌサ ※         | Σχοινούσα   | スキヌサ             | ナクソス・小キクラデス |
| 31 | フォレガンドロス ※ | Φολέγανδρος | フォレガンドロス     | フォレガンドロス       |

- Διοικητική διαίρεση νομού Κυκλάδων - キクラデス県の自治体・集落一覧（1999年 - 2010年）

### 郡（エパルヒア）
県には以下の郡（エパルヒア）があったが、2006年以降法的な位置づけは行われていない。
| 郡名          | 綴り    | 中心地     |
| ------------- | ------- | ---------- |
| アンドロス郡  | Άνδρος  | アンドロス |
| ティノス郡    | Τήνος   | ティノス   |
| シロス郡 (en) | Σύρος   | エルムポリ |
| ケア郡 (en)   | Κέα     | イウリダ   |
| ミロス郡      | Μήλος   | ミロス     |
| パロス郡      | Πάρος   | パリキア   |
| ナクソス郡    | Νάξος   | ナクソス   |
| アモルゴス郡  | Αμοργός | アモルゴス |
| ティーラ郡    | Θήρα    | ティーラ   |